# 유동현
유동현(1957년 10월 5일 ~ )은 대한민국의 성우이다. 1983년에 한국방송 성우극회 18기로 입사하였다.
2001년 미국으로 이민가서 활동이 없다.

## 출연작

### 애니메이션
- 빨간망토 차차(SBS) - 세라비
- 영광의 레이서(KBS) - 아스라다(유니콘), 에델리 부츠홀츠, 마키 신스케(강백호)
- 짱구는 못말려(VHS) - 아빠(맹병태), 원장, 성냥괴물
- 토이 스토리 1~2 - 햄
- 마법의 요정 페르샤 - 무로이 리키(영호)
- 수전사 가루키바 - 그레이퍼스
- 프린스톤 가족 - 바니
- 태양의 기사 피코(KBS) - 황금거인
- 태권왕 강태풍(KBS) - 강산하(강태풍의 아버지)
- 우주용사 버즈(KBS)
- 이겨라 승리호(SBS) - 투투
- 미래전사 드래곤 파이터(SBS) - 써밋
- 원탁의 삼총사(KBS) - 안
- 천하무적 슈라트(KBS, VIDEO) - 용왕 용마 / 일제안테라(VIDEO)
- 오린의 대모험(SBS)
- 터보유격대 - 레드 터보
- 무카무카 파라다이스(KBS) - 상미 아빠(추씨), 물고기 아저씨
- 루팡 3세 - 칼리오스트로의 성 (VIDEO) - 제니가타
- 아랑전설(VIDEO) - 기스 하워드
- 핑크요정 페루샤(VIDEO) - 석이
- 우주에서 온 야구소년(VIDEO) - 아나운서 / 골프선수
- 콤콤보이 와프로만(VIDEO) - 타나카 / 해설
- 바람의 전사(투니버스)
- 기갑전사 걸키버(투니버스) - 그레이퍼스
- 토드와 쿠퍼 - 딩키
- 101마리 강아지 - 제스퍼
- 뮬란 - 보초병
- 알라딘(KBS)
- 돌고래 요정 티코(KBS)

### 외화
- ER (KBS) - 피터 벤튼 (에릭 라 살레)

### 영화
- 더 록 (KBS) - 앤더슨 (마이클 빈)
- 백 투 더 퓨처 (KBS) - 음식점 주인 (노먼 알든) / TV 광고 방송 / 비프의 친구
- 비각칠 2 (SBS) - 두목의 부하(김십이)
- 슈퍼맨 (KBS)
  - 슈퍼맨 2 (KBS)
- 스피드 (KBS) - 경찰(리처드 라이백) / 방송 아나운서(안토니오 모라) / CEO(패트릭 존 허리) / 경찰 국장(보 스타)
- 분노의 목격자(SBS) - 제리 로빈슨 (코트니 B. 반스)
- 스페셜리스트(KBS) - 메이의 아버지(체이스 랜돌프)
- 맬리스(SBS) - 앤디
- 아이를 빌려드립니다(KBS)
- 오멘, 최후의 심판(SBS)
- 장지웅심(SBS)
- 스키아카데미(SBS) - 마이론
- 체인 리액션(SBS) - 도일 (케빈 던)
- 사보타지(SBS) - 셔우드 (토니 토드)
- 툼 스톤(KBS) - 링고 (마이클 빈) / 연극배우(빌리 제인)
- 10(KBS) - 바텐더
- 스피드 2(KBS) - 루퍼트(프란시스 귀넌) / 흑인(글렌 플러머)
- 최가박당(KBS) - 금강
- 디어 헌터(KBS) - 스티븐 (존 세비지)
- 피라미드의 공포(KBS) - 레이스
- 나는 고백한다(KBS) - 루스의 남편(로저 던)
- 부귀열차(SBS)
- 판관 포청천(KBS) - 장동광
- 타이타닉(KBS) - 로벳 (빌 팩스톤) / 항해사(조너선 필립스)
- 태양은 가득히(KBS) - 필립 (모리스 로네)
- 하이랜더(KBS)
- 스플래시 (KBS) - 아파트 도어맨(토니 디베네데토)
- 할리우드 박사(KBS)
- 에어 포스 원(KBS)
- 정고전가(KBS) - 문걸의 동료(왕정) / 마이클의 부하(정동)
- 속 프로젝트A(KBS) - 만천청(여량위) / 경찰(허관영) / 기자(진가신)
- 폴리스 아카데미6(KBS) - 태클베리 (데이빗 그라프)
- 스타게이트(KBS)
- 하일복성(KBS)
- 트루 라이즈(KBS) - 사이먼 (빌 팩스톤)
- 잠망경을 올려라(KBS)
- 머나먼 여정(KBS)
- 산타클로스(KBS)
- 의천도룡기(KBS) - 장송계
- 라스베이거스 대부(KBS)
- 최가박당3(KBS) - 금강 (허관걸)
- 최가박당4(KBS) - 금강
- 베토벤2(KBS) - 레지나 전 남편
- 미궁 속의 알리바이(KBS) - 올리버
- 단테스 피크(SBS)
- 프레데터(SBS) - 맥 (빌 듀크)
- 미지와의 조우(KBS) - 귀환자(랜디 마크 허먼) / 탐사원
- 트윈스(KBS) - 웹스터(마셜 벨)
- 제5원소(KBS) - 조그 (게리 올드만)
- 마지막 보이스카웃(KBS) - 제이크의 동료(잭 켈러) / 마일로의 부하(프랭크 콜리슨)
- 사랑과 미움의 교차로(KBS)
- 마녀의 산(KBS)
- 죽은 시인의 사회(KBS) - 과학 교수(조 오피어리)
- 황비홍(SBS)
- 인디아나 존스: 미궁의 사원 (KBS) - 수상(로산 세스) / 리오 체의 부하(영화용)
- 인디아나 존스: 최후의 성전(KBS) - 가스(리처드 영)
- 빠삐용(KBS)
- 고스트 버스터즈(KBS)
- 죽음의 카운트다운(KBS) - 할 (다니엘 스턴)
- 타락천사 (KBS) - 정육점 남자(장지평)
- 뉴욕 세 남자와 아기(KBS)
- 오복성(KBS) - 코털 (오요한)
- 십계 (KBS) - 여호수하(존 데릭) / 람세스 1세(이안 키스)
- 7인의 독수리(KBS)
- 25시의 추적(KBS)
- 뉴욕 뉴욕(KBS)
- 볼케이노(KBS) - 노먼(존 코빗)
- 고공 침투(SBS)
- 동성서취(KBS) - 왕중량(종진도)
- 의천도룡기 (KBS) - 박쥐왕(오요한)
- 무기여 잘 있거라(KBS) - 프레드릭(게리 쿠퍼)
- 스트리트 나이트(SBS) - 레이(베니 케이시)
- 강호영웅(KBS) - 위개(정소추)
- 코 끝에 걸린 사나이(SBS) - 빌리(LL 쿨 J)
- 애니 홀(KBS) - 극장 밖의 남자(밥 마로프) / 술집 남자(폴 사이먼) / 극장 관객(러셀 호튼)
- 대부 2(KBS) - 카민 로사토(카민 카리디) / 코니의 남친(트로이 도나휴)
- 노 머시(SBS) - 폴(테리 키니)
- 하이랜더 2(SBS) - 연극 배우(스티븐 그리브스)
- 데몰리션 맨(SBS) - 에드가(데니스 리어리)
- 내 이름은 던스턴(KBS) - 로버트(제이슨 알렉산더)
- 허비 - 몬테카를로에 가다(KBS) - 도어맨(장 마리 프로슬리에)
- 로마 제국의 멸망(KBS) - 발로마르(존 아일랜드)
- 레미제라블(SBS) - 코어페이락(로빈 레누시)
- 폭풍의 질주(KBS) - 벅(존 C. 라일리) / 참가 선수(리처드 페티)